# Велика Васильківська, 36
Житловий будинок № 36 (будинок для працівників фабрики «Пух-перо») — будівля архітектора Олександра Малиновського та інших у стилі радянського ретроспективізму. Розташований у Києві, на Великій Васильківській вулиці.
Попри тогочасні критичні зауваження, будівля, за визначенням сучасних дослідників, — один із прикладів творчих пошуків київських архітекторів і цікавий зразок архітектури початку 1950-х років. Увагу притягує художня кераміка в декоруванні фасадів. Водночас фасад спотворений заскленим балконом на п'ятому поверсі.
Наказом Головного управління охорони культурної спадщини № 10/38-11 від 25 червня 2011 року будинок внесено на облік пам'яток архітектури місцевого значення.

## Історія ділянки
Генеральним планом Києва 1837 року передбачалось освоєння місцевості Нова Забудова. Тоді ж почали роздавати ділянки уздовж Великої Васильківської вулиці, колишнього піщаного, незабрукованого поштового тракту на Васильків. Тут постали одно- і двоповерхові дерев'яні будинки, оточені садами й городами. Упродовж ХІХ сторіччя ділянка № 46 (за тодішньою нумерацією) площею 600 квадратних сажнів змінила кількох власників від «солдатки» і «капітанші» до власника цирку «Гіпо-Палас» Петра Крутикова. На території садиби стояв дерев'яний одноповерховий будинок.
Крутиков, який 1892 року придбав половину садиби, спорудив тут дерев'яний кінний манеж, що проіснував ледь не до кінця Другої світової війни.

## Будівництво і використання
Одразу після війни ділянку відвели під будівництво житла для працівників фабрики «Пух-перо». Над проєктом, який затвердили 1949 року, працювала група архітекторів із Шостої архітектурної майстерні Управління головного архітектора Києва, — Олександр Малиновський у співавторстві із Симоном Шпільтом під керівництвом Анатолія Добровольского.
Первісно передбачалися вінцеві декоративні вежки-пінаклі й високі мансардні вікна з трикутними фронтонами.
Будівництво завершили 1951 року. На першому поверсі містився гастроном «Молоко».

## Архітектура

Колишній гастроном «Молоко»

Будинок звели на червоній лінії вулиці, поміж щільної забудови різночасових споруд. П'ятиповерхова, цегляна, прямокутна у плані будівля має двосхилий бляшаний дах, пласкі перекриття і цегляні димарі. У будинку розплановані дво- і трикімнатні квартири.
Чоловий фасад вирішений у стилі радянського ретроспективізму з мотивами народної української архітектури.
Композиція симетрична. Квадратна за формою площина стіни облицьована суцільним керамічним килимом. Кахлі трьох видів виготовляли з київської глини на штампувальних пресах комбінату «Керамік» — підприємства міністерства промисловості будівельних матеріалів. Архітектурна кераміка на той час була новим матеріалом для оздоблення фасадів.
Центральна вісь фіксується балконом у ніші на третьому поверсі. Його прикрашає керамічне панно з радянською символікою — зірка у центрі й снопи, серпи, роги достатку обабіч. Тло — темно-синє.
На першому поверсі розташовані аркові вітрини і проїзд з архівольтами. Центральне вітринне вікно декороване масивним замковим каменем із рослинним орнаментом і декоративною композицією у вигляді картуша з пшеницею, серпами і листям аканта. У верхній частині вітрини колишнього гастроному «Молоко» розміщений металевий декор із роком початку будівництва й абревіатурою міністерства м'ясної і молочної промисловості — «МММП УССР».
Проїзд у подвір'я розташований ліворуч. Його перекриття оздоблене керамічними розетами. Верхні балкони спираються на кронштейни. Вінцевий карниз прикрашають іоніки та вал із розетами.

## Ілюстрації

Декор
Декорований балкон — акцент центральної осі фасаду
Елемент декору замкового каменю
Абревіатура міністерства м'ясної і молочної промисловості